# Heimatjahrbuch des Landkreises Rhön-Grabfeld
Das Heimatjahrbuch des Landkreises Rhön-Grabfeld ist das heimatkundliche Periodikum des nördlichsten Landkreises in Bayern. Es erscheint regelmäßig seit dem Jahr 1979.

## Geschichte
Das Heimatjahrbuch wurde durch den Heimatforscher Josef Kuhn gegründet. Seit dem Jahr 2005 wird es durch den Kreisheimatpfleger Reinhold Albert redaktionell betreut. Das Jahrbuch zeichnet sich durch seine bunte Mischung von wissenschaftlichen Artikeln, Berichten über Tradition und Kultur, biografischen Aufsätzen und literarischen Texten aus. Durch seine langfristige Erscheinungsweise hat es überregionale Beachtung erlangt. Träger des Projektes ist der Landkreis Rhön-Grabfeld. Der Druck wird seit 1981 durch die Druckerei Mack in Mellrichstadt erledigt.